# Argentyna pręgowana
Argentyna pręgowana, srebrzyk pręgowany (Argentina striata) – gatunek morskiej ryby z rodziny srebrzykowatych (Argentinidae).
Występuje w zachodnim Atlantyku. Osiąga przeciętnie 15, maksymalnie 24 cm długości całkowitej. Nie ma większego znaczenia gospodarczego. Spotykana w przyłowie.